# SHINE POST
《SHINE POST》是由科樂美數碼娛樂和Straight Edge合作推出的日本跨媒體企劃。輕小說由2021年10月8日起出版，由駱駝執筆，馬口鐵擔綱插畫。全12集電視動畫於2022年7月12日至10月18日播映。

## 角色列表

### TiNgS
原名为“TINGS”，由现时三人和的两人的姓氏首音节构成，同时也有着“理想的（IDEAL）高贵的（NOBLE）女孩们（GIRLS）歌唱（SING）真实（TRUE）”的意思。后来雪音和红叶单独退出，将对应两人的字母（I和G）变成小写后，成为现时团队。在了解到春压抑实力的原因后，雪音和红叶回归，组合也改回原名。
青天國春（聲：鈴代紗弓）
所属演艺事务所“Brightest”，是偶像组合“TiNgS”的成员。平时梳着麻花辫戴着眼镜。为成员着想，无论什么时候都是积极向上的元气少女。
曾经是另一个偶像团体HY:RAIN的成员，由于能力过强导致同伴受挫，害怕伤害到同伴而退出HY:RAIN。受到優希邀请加入现团队，仍有意压制自己的实力。在揭开隐藏实力的原因，同伴们也最终尽其所能展现实力后，才放开束缚展现真正的实力。在成为偶像契机的萤的演唱会结束后见过萤和直辉。
玉城杏夏（聲：蟹澤萌子）
“TiNgS”的成员。用稳定的唱功和舞功支撑着“TiNgS”。有着与可爱外表不相称的冷静的性格，有时会开一些小玩笑，但偶尔也对其他成员和直辉做出严厉发言。
聖舞理王（聲：夏吉優子）
“TiNgS”的成员。拥有毫无根据的绝对自信，非常淘气。另外，由于过于坦率的性格，经常会被骗。体能较差，不擅长舞步，但意外地歌唱能力很好。

### 
原属于“TINGS”，由于偶然发现春的真正实力，令雪音大受打击，在社长优希的建议下，和红叶单独成团作为“TiNgS”的竞争对手，来让春发挥全力。在了解到春压抑实力的原因后，被重新回归TINGS。
祇園寺雪音（聲：長谷川里桃）
和红叶一起组成组合，是热血型的女孩子。父母都是有名的演员，本人也有出色的演技。
在“TINGS”时就一直照顾团队的发展，直到知道春的真正实力后而感到被欺骗，所以想迫使春展现她真正的势力。
伊藤紅葉（聲：中川梨花）
所属演艺事务所“Brightest”，与雪音一起组成组合。舞蹈的实力可以说是新秀之星，不过，据理王说好像是“战栗的笨蛋”的水平。

### 絕對偶像
螢（聲：大橋彩香）
被称为“绝对偶像”，人气、实力都是第一的存在。包括“TINGS”在内的所有偶像都看过她的同一场演唱会，以她为奋斗目标。与直辉认识并经常通电话，也在演唱会后认识过春。

### HY:RAIN
黑金蓮（聲：芹澤優）
新生代人气偶像组合“HY:RAIN”的队长。和春是同一所高中的同学，曾经同时参加HY:RAIN的招新，但由于春的实力过强而感到受挫。之后春退出后与春的关系促冷，但仍心念着春，一直努力锻炼自己，希望能让春回来，一起重圆两人的偶像梦想。
唐林青葉
是同样属于“HY:RAIN”的弦叶的姐姐，因为沉着冷静的性格，又仿佛是整个组合的姐姐。虽然看起来很温柔，但是辩论能力很强，很容易驳倒对方。
唐林弦叶（聲：久保田未夢）
组合中最年轻的成员，也是“HY:RAIN”中最不服输的人。另一方面，她也是非常害怕寂寞的人，晚上无法一个人睡觉、上厕所等，也有向姐姐青叶撒娇的孩子气的一面。
冰海菜花（聲：高柳知葉）
“HY:RAIN”中最冷静、最努力的人。内心隐藏着比任何人都想成为偶像的强烈心情。在青天國春退隊後，成為替代青天國春的後補成員。
苗川柔（聲：香里有佐）
和青叶一样是组合最年长的女孩子。活用原艺术体操选手的经历，演出时的表演有着她引以为豪的独一无二的技术和品质。

### FFF
兔塚七海（聲：野口衣織）
TINGS所属的“Brightest”的招牌偶像组合“FFF（fry）”的队长。因为中性的容貌和开朗的角色而拥有巨大的人气。
陽本日夏（聲：木野日菜）
是七海和丽美所属的人气偶像组合“FFF”的成员，也是最年轻的女孩子。因为在相当好的乡村环境里快乐、健壮地长大，小小的身体具备无穷无尽的耐力。也有小孩子、爱哭鬼的一面。
梨子木麗美（聲：菲魯茲·藍）
“Brightest”的招牌偶像组合“FFF”的成员。虽然她的举止和形象容易被人误解，但实际上是组合中最有常识的人，也是个会认真照顾后辈和晚辈的女孩子。

### 
娜塔莉亞（聲：古賀葵）
在儿童们中拥有超高人气的偶像组合“摇摆姐妹”中的姐姐。认为抓住粉丝的心是偶像应有的姿态，非常有专业意识。
廣瀨實唯菜（聲：齋藤樹愛羅）
以儿童层为中心被支持的二人组合“摇晃姐妹”中的妹妹。

### ひまわりシンフォニー
遊戲原創團體，由四人組成。

### 其他角色
日生直輝（聲：山下大輝）
为了提高“TiNgS”的人气，Brightest社长兼表姐的优希请他来当经纪人。有能看见别人说谎的能力。
日生優希（聲：小松未可子）
演艺事务所“Brightest”的社长，也是直辉的表姐。
虎渡譽（聲：富田美憂）
春的青梅竹馬。16岁。和春是小学时的好朋友，学校和班级都一样。
为了能在心理层面支持在“TiNgS”活动的春，特意从其它地方支持她。
菊池英子（聲：種崎敦美）
人气组合“摇曳姐妹”的经纪人。

## 出版書籍

### 輕小說
| 卷數 | KADOKAWA      | KADOKAWA               |
| 卷數 | 發售日期      | ISBN                   |
| ---- | ------------- | ---------------------- |
| 1    | 2021年10月8日 | ISBN 978-4-04-914044-6 |
| 2    | 2022年3月10日 | ISBN 978-4-04-914346-1 |
| 3    | 2022年7月8日  | ISBN 978-4-04-914537-3 |

### 漫畫
| 卷數 | KADOKAWA       | KADOKAWA               |
| 卷數 | 發售日期       | ISBN                   |
| ---- | -------------- | ---------------------- |
| 1    | 2022年7月23日  | ISBN 978-4-04-681520-0 |
| 2    | 2022年12月22日 | ISBN 978-4-04-681965-9 |

## 电视动画
从2022年7月开始在日本电视台的《AnichU》中播出，制作班底沿用了《赛马娘》（第2期）的制作人员。
2022年8月26日，制作委员会宣布，由于2019冠狀病毒病日本疫情导致感染者迅速增多，影响制作流程，后续播放暂停直至另行公告。

### 制作人员
- 原作：Konami Digital Entertainment、Straight Edge
- 世界观设定、小说执笔：骆驼
- 導演：及川启
- 副導演：成田巧
- 系列构成：SPP
- 剧本：骆驼、樋口达人
- 角色设计原案：馬口鐵
- 角色设计、总作画监督：长田好弘
- 次要角色设计、总作画监督：宗圆祐辅
- 总作画监督：坂本俊太、清水庆太
- 服装设计：辻智子
- 主动画师：小畑贤、中岛顺
- 美术监督：松本浩树
- 美术设定：平义树弥
- 色彩设计：中野尚美
- 摄影监督：松井伸哉
- CG监督 ：吉良柾成
- 剪辑：高桥步
- 音响监督：森下广人
- 音响效果：八十正太
- 音响制作：Bit groove Promotion
- 音乐：西木康智、伊藤翼
- 音乐制作人：木皿阳平（Stray Cats）
- 音乐制作：StrayCats、avex pictures
- 出品人：柴田邦彦、玉川充、桑原佳子、三木一马、伊藤太郎、大冢则和、安藤义晃、中西一雄、久保田晓、木皿阳平、大山良
- 企划：石原明广
- 企划协力：Straight Edge
- 制作人：鹿子田湧也、田中大树、今井兰泉、小泷健太郎、村岛诗织、新仓俊哉、山冈勇辉、崔相基、丸山创、玉虫秀章
- 制作统括：古谷大辅
- 动画制作人：增尾将史
- 动画制作：Studio KAI
- 出品：Shine Post製作委員會

### 主题曲
片头曲
（第1话片尾，第2~话）
作词：，作曲、编曲：高田晓，演唱：TINGS。
片尾曲
（第2~话）
作词：，作曲、编曲：，演唱：TINGS。
（第4话）
作词：，作曲、编曲：小松一也，演唱：TiNgS。
「Yellow Rose」（第6话）
作词：、作曲：松本俊明，编曲：中土智博，演唱：TiNgS。
插入曲
「Sweet Surrender」
螢的插入曲，在故事开始时的演唱会中出现。作词：，作曲、编曲：齋藤真也。
「前奏曲」
螢的插入曲。作词：、作曲：、编曲：。
「TOKYO WATASHI COLLECTION」
TiNgS的插入曲。作词：，作曲、编曲：宫野弦士。
「Be Your Light!!」
TINGS的插入曲。作词：，作曲、编曲：河田贵央。
「GYB!!」
HY:RAIN的插入曲。作词：，作曲、编曲：NA.ZU.NA。

### 各話列表
| 话数   | 日文标题 | 剧本     | 分镜   | 演出                  | 作画监督                                                                   | 总作画监督                                     | 播出日期       |
| ------ | -------- | -------- | ------ | --------------------- | -------------------------------------------------------------------------- | ---------------------------------------------- | -------------- |
| 第1话  |          | 骆驼     | 及川启 | 佃泰佑                | 长田好弘、中岛顺                                                           | 长田好弘                                       | 2022年 7月13日 |
| 第2话  |          | 骆驼     | 及川启 | 成田巧                | 船生拓磨、福田佳太                                                         | 宗圆祐辅                                       | 7月20日        |
| 第3话  |          | 骆驼     | 成田巧 |                       | 中岛顺、河野敏弥、石崎裕子、吉田翔太                                       | 长田好弘、清水庆太                             | 7月27日        |
| 第4话  |          | 骆驼     | 及川启 | 佃泰佑                | 坂本俊太、船生拓磨、小畑贤、、芝田千纱                                     | 坂本俊太                                       | 8月3日         |
| 第5话  |          | 骆驼     | 成田巧 | 臼井文明              | 桐谷真咲、寺井佳史、降旗秀吉、芝田千纱                                     | 长田好弘                                       | 8月10日        |
| 第6话  |          | 骆驼     | 及川启 | 吉川志我津            | 中岛顺、船生拓磨、桐谷真咲、芝田千纱、降旗秀吉、                           | 宗圆祐辅                                       | 8月17日        |
| 第7话  |          | 樋口达人 | 及川启 | 宅野诚起              | 小畑贤、富永一仁、芝田千纱、佐贺野樱子、                                   | 清水庆太、今西亨、福田佳大                     | 8月31日        |
| 第8话  |          | 樋口达人 | 及川启 | 高田昌宏              | 长森佳容、田中穰、武内启、芝田千纱、Revival、ONE ORDER、RadPlus            | 坂本俊太、长田好弘、今西亨、福田佳太           | 9月7日         |
| 第9话  |          | 樋口达人 | 及川启 | 本间修                | 船生拓磨、中岛顺、富永一仁、寺井佳史、降旗秀吉、伊藤幸、藤田晋也、冢本智也 | 长田好弘、今西亨、坂本俊太                     | 9月14日        |
| 第10话 |          | 樋口达人 | 及川启 | KAI工作室、吉川志我津 | 松本淑恵、池津寿恵                                                         | KAI工作室、福田佳太、今西亨                    | 10月5日        |
| 第11话 |          | 樋口达人 | 及川启 | 佃泰佑                | 坂本俊太、桐谷真咲、富永一仁、芝田千纱、秋月彩                             | 宗圆祐辅、坂本俊太                             | 10月12日       |
| 第12话 |          | 樋口达人 | 及川启 | 成田巧                | 中岛顺、、桐谷真咲、富永一仁、小畑贤、、、芝田千纱、藤田晋也               | 长田好弘、宗圆祐辅、坂本俊太、福田佳太、今西亨 | 10月19日       |

### 播放电视台
日本深夜動畫：下文記載的日本国内播放時間使用日本標準時間（UTC+9）表示。因為部分時間标识會採用30小时制，因此請留意这类超过24:00的时间，其實際播放時間為翌日清晨。
| 播放日期                | 播放時間（UTC+9）    | 播放電視台  | 播放地區   | 備註                       |
| ----------------------- | -------------------- | ----------- | ---------- | -------------------------- |
| 2022年7月12日－10月18日 | 星期二 25:29 - 25:59 | 日本電視台  | 关东广播圈 | 参与制作，在《AnichU》播出 |
| 2022年7月14日－10月21日 | 星期四 21:00 - 21:30 | AT-X        | 日本全國   |                            |
| 2022年7月14日－10月21日 | 星期四 24:30 - 25:00 | BS日本      | 日本全國   | 参与制作，广播卫星放送     |
| 2022年10月7日－         | 星期四 26:00 - 16:30 | BS12 TwellV | 日本全國   | 广播卫星放送               |

## 游戏
由科樂美數碼娛樂发行，石原明弘制作。最初计划作为手机游戏推出，但于2025年1月7日宣布将平台变更为家用游戏平台。最终作为Nintendo Switch 2的首发游戏于2025年6月5日发售。

## 外部連結
- 官方網站（日語）
- SHINE POST的X（前Twitter）（日語）
- YouTube上的SHINE POST頻道（日語）